# 搜下留情
《搜下留情》，香港電視廣播有限公司時裝警匪電視劇，由馬德鐘及陳慧珊領銜主演，監製為潘嘉德。此劇涼茶舖在紅磡廣場取景。此剧是劉玉翠在無線電視最後拍攝的作品。

## 故事大纲
按摩女郎鄭笑欣（陳慧珊飾）為營救好姊妹甘可可（劉玉翠飾）逃離一劫，因而牽涉一宗黑幫疑案，誤以為自己是殺人兇手，迫不得已回家投靠分離多年的父親鄭俊昌（石修飾），但父親經營的涼茶鋪生意不濟，黑白兩道又隨時上門，笑欣終日活在惶恐之中，直至自稱擁有涼茶秘方的吳仲明（馬德鐘飾）出現，笑欣才對未來重燃希望。誰料仲明只是一名警員，為求升職以迎娶督察女友張思敏（陳敏之飾），裝神弄鬼混入涼茶鋪，以圖從笑欣身上套取案件線索。本來在警隊受盡上司張思齊（陳國邦飾）的壓迫，變得自卑的仲明，受爽朗的笑欣薰陶下，竟在涼茶鋪找到自我及人生方向，遂與笑欣開展出撲朔迷離的微妙關係……

## 演員表

### 鄭家
| 演員   | 角色   | 身份+關係 |
| 石 修  | 鄭俊昌 | 昌哥 頤德涼茶舖老闆 丁惠芬之夫 鄭笑欣、鄭笑雯之父 梁勁豪之堂舅父 吳仲明之師父 甘可可之暗戀對象                                                                                                  |
| 林淑敏 | 丁惠芬 | 鄭俊昌之亡妻 鄭笑欣、鄭笑雯之母 |
| 陳慧珊 | 鄭笑欣 | 阿欣、欣姐 按摩女郎 / 頤德涼茶鋪老闆娘 鄭俊昌、丁惠芬之長女 鄭笑雯之姐 甘可可之好姐妹 暗戀吳仲明，後與他相戀 梁勁豪之堂表妹 青年由李穎芝飾演                                                    |
| 黃智雯 | 鄭笑雯 | 鵪鶉妹、雯雯 頤德涼茶舖侍應，後為「Power Up Fitness Center」廚師 鄭俊昌、丁惠芬之幼女 鄭笑欣之妹 吳仲康之女友 梁勁豪之堂表妹 於第4集進入「嚼一番小食店」成為廚師，於第14集辭職 童年由莊錠欣飾演 |

### 吳家
| 演員   | 角色   | 身份+關係 |
| 白 茵  | 陳 彩  | 吳仲明、吳仲麗、吳仲健、吳仲康之嬤嬤 於第18集患有白內障，手術後痊癒 於第20集被雷九妹挾制 |
| 馬德鐘 | 吳仲明 | 警長，於第18集調往檔案室 以臥底高威明身份進入頤德涼茶舖 陳彩之長孫 張思齊之下屬 吳仲麗、吳仲健、吳仲康之兄 張思敏之未婚夫，於第18集分手，於20集復合 鄭俊昌之徒（學煲涼茶） 鄭笑欣之喜歡對象 |
| 黃紀瑩 | 吳仲麗 | 陳彩之次孫女 吳仲明之妹 吳仲健、吳仲康之二家姐 何禮軒之前妻 何琪琪之母 |
| 魯文傑 | 吳仲健 | 陳彩之三孫 吳仲明、吳仲麗之弟 吳仲康之兄 因欠債周轉不靈，燒炭自殺未遂 |
| 羅仲謙 | 吳仲康 | Ken 「Power Up Fitness Center」股東之一兼泰拳教練 / 「泰拳超新星爭霸戰」60磅組冠軍 / 「港澳泰拳金腰帶比賽」冠軍 陳彩之孻孫 吳仲明、吳仲麗、吳仲健之弟 鄭笑雯之男友                          |
| 陳沛妍 | 何琪琪 | 何禮軒、吳仲麗之女 |

### 張家
| 演員   | 角色    | 身份+關係 |
| 郭德信 | 張國棟  | 退休總警司 馮蘇珊之夫 張思齊、張思敏之父 贾思妮之前家翁 Charlie之爺爺 |
| 李 楓  | 馮蘇珊  | 退休女警（未婚前為開警車女警） 張國棟之妻 張思齊、張思敏之母 贾思妮之前家婆 Charlie之嬤嬤                                                                                    |
| 陳國邦 | 張思齊  | 張Sir 九龍城警署警司 吳仲明、趙立行、朱樂基、戴厚輝上司 張國棟、馮蘇珊之子 張思敏之兄 賈思妮之前夫 Charlie之父                                                               |
| 陳敏之 | 張思敏  | Jasmine、Madam Cheung、思敏、阿敏 警察公共關係科督察 張國棟、馮蘇珊之女 張思齊之妹 贾思妮之前姑仔 吳仲明之未婚妻，於第18集分手，於第20集復合 鍾日朗之前女友 郭嘉偉之暗戀對象 |
| 梁梓豪 | Charlie | 張思齊、賈思妮之子 张思敏之侄 张国栋、冯苏珊之孙 |

### 頤德涼茶舖
| 演員   | 角色   | 身份+關係                                                                          |
| 石 修  | 鄭俊昌 | 昌哥 老闆 參見鄭家                                                                 |
| 陳慧珊 | 鄭笑欣 | 欣姐 參見鄭家                                                                      |
| 馬德鐘 | 吳仲明 | 明哥 高威明 參見吳家                                                               |
| 劉玉翠 | 甘可可 | CoCo 按摩女郎 / 後為財務顧問 David前女友 鄭笑欣之好姐妹 暗戀鄭俊昌                 |
| 阮兆祥 | 梁勁豪 | 膝頭哥 侍應 鄭笑欣、鄭笑雯之堂表哥 坤哥前手下 1997年曾獲「中港散打武術輕量級」冠軍 |
| 黃智雯 | 鄭笑雯 | 鵪鶉妹、雯雯 侍應 於第3集因偷錢被揭發而辭職 參見鄭家                               |
| 蘇恩磁 | 胡雪媚 | 媚姨 收銀員 喜歡鄭俊昌 於第9集被鄭笑欣揭發偷錢而開除                               |

### Power Up Fitness Center
| 演員   | 角色   | 身份+關係                                              |
| 黃澤鋒 | 林永泰 | 泰哥 持牌人兼名譽教練 於第16集遭張思齊投訴非法經營食肆 |
| 羅仲謙 | 吳仲康 | Ken 股東之一兼泰拳教練 參見吳家                        |
| 袁偉豪 | 周偉棠 | 周圍蕩 股東之一兼游泳教練                              |
| 呂 熙  | 賈大華 | 華Dee 股東之一兼跆拳教練                               |
| 黃智雯 | 鄭笑雯 | 鵪鶉妹、雯雯 廚師 參見鄭家                             |
| 周麗欣 | -      | Doris 學員                                             |
| 吳綺珊 | -      | 學員                                                   |
| 陳珈穎 | -      | 學員                                                   |
| 馬貫東 | -      | 學員                                                   |
| 姚浩政 | -      | 學員                                                   |

### 警察
| 演員   | 角色   | 身份+關係                                                           |
| 陳國邦 | 張思齊 | 張Sir 九龍城警署警司 吳仲明、趙立行、朱樂基、戴厚輝上司 參見張家    |
| 何君誠 | 郭嘉偉 | 郭Sir 掃黃組警司 喜歡張思敏                                         |
| 張智軒 | 董樹聰 | 董Sir 高級督察 於第19集遭吳仲明揭穿與「進興社團」勾結收黑錢，後被捕 |
| 陳敏之 | 張思敏 | Jasmine、Madam Cheung 警察公共關係科督察 參見張家                   |
| 馬德鐘 | 吳仲明 | 警長，於第18集調往檔案室 張思齊之下屬 參見吳家                      |
| 古明華 | 趙立行 | 警察 張思齊之下屬                                                   |
| 葉 暐  | 戴厚輝 | 大口輝 警察 張思齊下屬                                              |
| 林遠迎 | 朱樂基 | 侏羅紀 警察 張思齊下屬                                              |
| 何俊軒 | -      | 便衣警察                                                            |
| 李啟傑 |        | 便衣警察                                                            |
| 黃煒溏 |        | 便衣警察                                                            |
| 周寶霖 | -      | 軍裝警察                                                            |
| 蔡曜力 |        | 軍裝警察                                                            |
| 黃子衡 |        | 軍裝警察                                                            |
| 陳宛蔚 |        | 軍裝警察                                                            |
| 吳幸美 | -      | 警察公共關係科警察（第18集）                                        |
| 菁 瑋  | -      | 檔案室警察 吳仲明短暫同事（第18集）                                 |
| 謝卓言 |        | 檔案室警察 吳仲明短暫同事（第18集）                                 |
| 范彩兒 |        | 檔案室警察 吳仲明短暫同事（第18集）                                 |

### 進興社團
| 演員   | 角色   | 身份+關係 |
| 駱應鈞 | 陳有強 | 強哥 管理帳目 雷細九手下 偷拍雷細九收買董樹聰之證據 鄭笑欣私人按摩老闆 於第1集遭鄭笑欣之座車跌落海飄至菲律賓 於第14集在菲律賓病逝 |
| 余慕蓮 | 雷九妹 | 表面為倒垃圾阿婆，實為話事人 雷細九之姑婆 於第20集刺傷吳仲明，後遭張思齊逮捕                                                      |
| 張松枝 | 雷細九 | 九哥 老大 雷九妹之侄 陳有強、喪波之頭目 與董樹聰勾結 於第20集被捕                                                                 |
| 江 漢  | -      | 叔父（第19集） |
| 黎彼得 |        | 叔父（第19集） |
| 黃文標 | 標     | 叔父（第19集） |
| 陸駿光 | 喪 波  | 成員 雷細九手下 梁勁豪之好友 |
| 陳志健 | -      | 成員 雷細九、喪波手下 |
| 趙國東 |        | 成員 雷細九、喪波手下 |
| 賀文傑 | -      | 成員 雷細九手下 於第20集被捕 |
| 楊證樺 |        | 成員 雷細九手下 於第20集被捕 |

### 其他演員
| 演員   | 角色   | 身份+關係                                                                 |
| 江美儀 | 賈思妮 | Bonnie 張思齊之前妻 Charlie之母 张思敏之前大嫂                            |
| 何啟南 | David  | 甘可可之前男友（第1集）                                                   |
| 魏惠文 | -      | 按摩場經理 鄭笑欣、甘可可老闆（第1集）                                    |
| 鄭家生 | -      | 甘可可高利貸債主（第1集）                                                 |
| 祝文君 | -      | 按摩店職員（第1集）                                                       |
| 潘冠霖 |        | 按摩店職員（第1集）                                                       |
| 黃梓瑋 |        | 按摩店職員（第1集）                                                       |
| 夏竹欣 |        | 按摩店職員（第1集）                                                       |
| 陳狄克 | 陳 伯  | 鄭笑欣所租住大樓之看更（第1集）                                           |
| 李鴻杰 | 李老闆 | 零食店老闆 鄭俊昌好友 甘可可雇主（第11集）                                |
| 曾慧雲 | 陳師奶 | 「頤德涼茶舖」熟客 喜歡鄭俊昌                                             |
| 黃鳳瓊 | 趙 太  | 「頤德涼茶舖」熟客 喜歡鄭俊昌                                             |
| 劉桂芳 | 黃師奶 | 「頤德涼茶舖」熟客 喜歡鄭俊昌                                             |
| 潘芳芳 | 李師奶 | 「頤德涼茶舖」熟客 喜歡鄭俊昌                                             |
| 廖麗麗 | 錢 慧  | 慧姨 「嚼一番小食店」老闆娘 鄭笑雯雇主 「頤德涼茶舖」熟客 喜歡鄭俊昌      |
| 杜 港  | -      | 「頤德涼茶舖」客人（第3集）                                               |
| 鄭世豪 | -      | 便利店員（第3集）                                                         |
| 林秀怡 | -      | 銀行櫃員（第3集）                                                         |
| 邵卓堯 | -      | 監視器材行老闆（第4集）                                                   |
| 李麗麗 | -      | 受吳仲明所托假冒陳有強之妻（第4集）                                       |
| 謝珊珊 | -      | 受吳仲明所托假冒陳有強之二奶（第4集）                                     |
| 趙敏通 | 爛賭超 | 吳仲明線人（第4集）                                                       |
| 卓 躒  | -      | 偷拍男 遭張思敏逮捕（第4集）                                              |
| 冼灝英 | 坤 哥  | 前黑社會成員 梁勁豪前大哥 現為「滅罪之星」                                |
| 湯浚明 | 何禮軒 | 吳仲麗之前夫（虐打吳仲麗） 琪琪之父                                       |
| 王梓瑋 | 羅 福  | 海嘯 「帝王泰拳社」成員 「泰拳超新星爭霸戰」參賽者（輸給吳仲康）（第9集） |
| 梁健平 | -      | 「泰拳超新星爭霸戰」主持（第9集） 「港澳泰拳金腰帶比賽」主持（第18集）    |
| 楊英偉 | 良     | 鄭笑欣前男友（第9集）                                                     |
| 沈可欣 | -      | 良之妻（第9集）                                                           |
| 江富強 | -      | 店主（第15集）                                                            |
| 張穎康 | -      | 超市涼茶顧客（第16集）                                                    |
| 高鈞賢 | 鍾日朗 | 鋼琴演奏家 張思敏前男友 劉小玲男友                                        |
| 戴耀明 | -      | 超市經理                                                                  |
| 羅天池 | 羅 威  | 殺破狼 「天池拳館」拳手 「港澳泰拳金腰帶比賽」參賽者（輸給吳仲康）        |
| 杜 港  | -      | 「天池拳館」羅威教練                                                      |
| 岑潔儀 | -      | 郭嘉偉女友（第19集）                                                      |
| 李亞男 |        | 鍾日朗女友（第20集）                                                      |
| 鍾志光 | -      | 張思齊爭撫養權案律師（第20集）                                            |
| 李璧琦 | -      | 新聞報導員（第20集）                                                      |

## 轶事
- 此劇是马德钟和陈慧珊繼《冲上云霄》、《美味情缘》再度合作。
- 此劇是马德钟和陈国邦繼《女人最疼》、《岁月风云》再度合作。

## 收視
以下為本劇於香港無綫電視翡翠台、高清翡翠台及广州地区之收視紀錄：
| 週次 | 集數  | 日期                  | 平均收視 | 最高收視 | 百分比 | 广州CSM收视总计 |
| 1    | 01—05 | 2010年4月5日—4月9日   | 27點     | 30點     | 87℅    | 8.15            |
| 2    | 06—10 | 2010年4月12日—4月16日 | 28點     |          | 86℅    | 8.15            |
| 3    | 11—15 | 2010年4月19日—4月23日 | 27點     |          | 85℅    | 8.15            |
| 4    | 16—18 | 2010年4月27日—4月29日 | 28點     |          | 85℅    | 8.15            |
| 4    | 19—20 | 2010年5月1日          | 27點     |          | 86℅    | 7.22            |

## 記事
- 2009年7月22日：此劇於12:30在將軍澳電視廣播城一廠外灰位舉行試造型記者會。[2]
- 2009年8月20日：此劇於13:00在將軍澳電視廣播城十五廠舉行拜神儀式。[3]
- 2010年4月26日：由於播映特備節目《演藝界情繫玉樹關愛行動大滙演》，本劇暫停播映。
- 2010年4月30日：由於播映特備節目《上海世界博覽會開幕典禮》，本劇暫停播映，兩小時大結局順延至5月1日播映

## 外部連結
- 無綫官方劇集網頁 - 搜下留情 （页面存档备份，存于）
- 《搜下留情》 GOTV 第1集重溫

## 相關
- 造型報導：東方日報 （页面存档备份，存于）　大公報
- 開廠拜神報導：東方日報 （页面存档备份，存于）　大公報